# Aeroportul Internațional Eduardo Gomes
Aeroportul Internațional Eduardo Gomes (IATA: MAO, ICAO: SBEG) este un aeroport din Amazonas, Brazilia ce deservește zona Manaus. Aeroportul a fost tranzitat în 2022 de 2.728.418 pasageri. A fost deschis în 31 martie 1976 și numit după Eduardo Gomes⁠(d).
Situat la o altitudine de 80 m, aeroportul dispune de 1 pistă. Este operat de Infraero⁠(d).

## Infrastructură

### Piste
Aeroportul dispune de o singură pistă. Pista 11/29 are suprafața de asfalt și dimensiunile 2.700 m × 45 m. 